# オハヨー乳業
オハヨー乳業株式会社（オハヨーにゅうぎょう）は、岡山県岡山市中区と東京都千代田区に本社を置く牛乳・乳製品メーカーである。日本カバヤ・オハヨーホールディングスの完全子会社。2017年8月3日にロゴマークが改定され、「ホンモノは、おいしい。」のメッセージが制定された。

## 概要
1953年に、カバヤ食品に菓子（キャラメル）原料としての練乳を供給する目的で大日本乳業株式会社として設立。1957年に、現在の社名に変更。東京・大阪のほか、全国に営業拠点を持つ。2016年4月1日付けで、カバヤ食品他グループ会社を含めた持株会社制に移行。純粋持株会社「日本カバヤ・オハヨーホールディングス」の傘下となる。2021年12月28日現在、岡山放送の34.1パーセント（%）の株を持つ大株主である。
乳酸菌などの研究成果に「L-55乳酸菌」「植物乳酸菌P2L9」などがある。

## 商品
宅配用オハヨー牛乳は、おもに岡山県全域、香川県全域、兵庫県の播磨地域、神戸と阪神地域、広島県東部に供給している。全国のコンビニエンスストアやスーパーで、牛乳、ドリンクヨーグルト、チルドコーヒー、焼プリン、ヨーグルト、アイスクリームを販売している。フルーツ入りドリンクヨーグルトは一定のシェアを持ち、ジャージー牛乳を使用した商品群に特色がある。香ばしい焼き目をつけた「焼プリン」は、構想から発売まで、約13年を要して日本で初めて量産した。『特濃4.4ミルク』と『生チョコがおいしいアイスバー』は、モンドセレクションで第46回から3年連続金賞を受賞している。2018年にプレミアムアイス『BRULEE（ブリュレ）』が日本食糧新聞社「食品ヒット大賞（優秀ヒット賞）」と食品産業新聞社「食品産業技術功労賞」を受賞。「もぐナビ ベストフードアワード2020」で「焼スイーツ クリームチーズ」「ジャージー牛乳プリン ミルク」が、ベストスイーツ　プリン部門の1位と2位となる。

## 事業所
- 東京本社（東京都千代田区紀尾井町3-12 紀尾井町ビル10階）
- 支店（北海道／東北／関東／中部／関西／九州）
- 営業所（岡山／広島／香川）

## 製造拠点
- 本社工場（岡山県岡山市中区神下565）
- 長船工場（岡山県瀬戸内市長船町福岡1587）
- 関東工場（茨城県鉾田市上沢1011-2）

## スポンサー
- Jリーグ・鹿島アントラーズ

## 野津総業
野津総業（株）について1988年に刊行された『東商信用録 中国版 昭和63年版』には以下の様に記載されている。
- 所在地 岡山市神下オハヨー乳業内
- 設立 昭和42年6月[5]
- 営業種目 不動産賃貸、駐車場経営[5]
- 資本金 120、000千円[5]
- 代表者 野津喬[5]
- 役員 （代表取締役会長）野津克巳、（取締役）垣原弘和、亀高蕉、原田克也、荒木昭仁、野津公、吉川寅次郎、（監査役）中田一士[5]
- 大株主 オハヨー乳業120000株、東京レジャー84000株、野津喬20000株、同友16000株[5]
- 取引銀行 中国銀行本店[5]
- 従業員数 4名[5]
- 事業所 東京都中央区日本橋小網町[5]
- 販売先 東京レジャー開発、オハヨー乳業、岡山日日新聞社、一般[5]
- 格付 A[5]